# Псаро, Антон Константинович
Антон (Георгий Антоний) Константинович Псаро (греч. Αντώνιος Ψαρός, остров Миконос, ?—1822) — капитан генерал-майорского ранга, тайный советник, дипломат.
Начав службу в армии, он 1 мая 1769 года из армейских капитанов был принят во флот лейтенантом, в 1770 году находился в Морее, в городе Мистра, во время первой турецкой войны, и первый уведомил эскадру контр-адмирала Эльфинстона о нахождении турецкой эскадры в заливе Наполи-ди-Романья (Нафплион). Командуя шебекой «Греция», Псаро в 1771 году плавал в Архипелаге, а в следующем году состоял в отряде генерал-адъютанта Ризо и плавал у берегов Сирии, причём принял участие в бомбардировке Бейрута, после же этого вступил в командование фрегатом «Не тронь меня» и находился в порте Ауза. Адмирал Спиридов назначил его «генеральным депутатом» созданного под российским протекторатом «Архипелагского великого княжества»
Произведённый 31 декабря 1772 года в капитан-лейтенанты, Псаро в феврале 1773 года пожалован был орденом св. Георгия 4-й степени (№ 118 по кавалерскому списку Судравского и № 139 по списку Григоровича — Степанова), указ о награждении которым по ходатайству графа А. Г. Орлова был дан ещё 9 июля 1771 года
При овладении города Мистры и других крепостей за оказанную отличную храбрость.
Плавая в Архипелаге до 1776 года, Псаро 31 марта 1777 года вышел в отставку, а в 1780 году вновь принят был в службу и в 1783 году был назначен поверенным в делах на остров Мальту «по обществу Мальтийского ордена», в апреле 1783 года произведён в капитаны 1-го ранга. Прибыл на Мальту 4 мая 1784 года.
В сентябре 1787 года Псаро был произведён в капитаны бригадирского ранга. В ноябре этого года Псаро было поручено заботиться о заготовлении в Италии и Сицилии провизии для русского флота, посылавшегося в Средиземное море по случаю начавшейся второй турецкой войны, в которой он и принял участие, находясь в 1788 году в Средиземноморской экспедиции; 14 апреля 1789 года Псаро был произведён в капитаны генерал-майорского ранга и в 1790 году командовал частью русских морских сил в Средиземном море и в Архипелаге, но в декабре был устранён от командования князем Потёмкиным, который не считал его подходящим для этого лицом.
Перечисленный затем в ведомство Коллегии иностранных дел, Псаро продолжал состоять поверенным в делах при мальтийском ордене, пользуясь в это время покровительством канцлера Безбородко. 15 января 1797 года, после заключения мальтийским посланником в Петербурге графом Ю. П. Литтой конвенции с Россией, император Павел I пожаловал Псаро чин тайного советника. На Мальте Псаро пробыл до занятия этого острова французами и выехал оттуда в июле 1797 года. Скончался в 1822 году.